# Ерик ла Сал
Ерик ки ла Сал (енгл. Erik Ki La Salle; Хартфорд, Конетикат, 23. јул 1962), познатији по сценском имену Ерик ла Сал (енгл. Eriq La Salle), амерички је филмски, позоришни и телевизијски глумац, редитељ, сценариста и продуцент.
Најпознатији је по улогама Дерила у комедији Принц открива Америку из 1988. и доктора Питера Бентона у телевизијској серији ТВ мреже НБЦ Ургентни центар. Ла Сал је био номинован за награде Еми и Златни глобус и освојио је три награде Удружења глумаца за најбољу глумачку поставу у драмској серији.